# Velleia arguta
Velleia arguta är en tvåhjärtbladig växtart som beskrevs av Robert Brown. Velleia arguta ingår i släktet Velleia och familjen Goodeniaceae. Inga underarter finns listade i Catalogue of Life.